# Шпайер, Николай Маркович
Николай Маркович Шпайер (22 ноября 1892, Глубокое, Дисненский уезд, Виленская губерния, Российская империя — 1 сентября 1964) — ветеринарный врач, организатор и руководитель военно-ветеринарной службы РККА, доктор ветеринарных наук, профессор, генерал-лейтенант ветеринарной службы.

## Биография
Родился в 1892 г. в местечке Глубокое (Белоруссия) в семье ремесленника. Получил среднее образование в еврейском училище.
Окончив в 1917 г. Казанский ветеринарный институт, поступил на военную службу. Участник первой мировой войны. Во время Гражданской войны начальник ветеринарной части Первой Конной Армии.
В 1922—1925 гг. начальник ветеринарного управления Московского военного округа. Затем был представителем Военно-ветеринарного управления КА в Главном управлении профессионально технического образования (Главпрофобре).
В 1929—1933 гг. начальник военно-ветеринарного факультета Московского зооветеринарного института.
В годы Великой Отечественной войны возглавлял ветеринарные отделы Юго-Западного, Донского, 1-го Белорусского фронтов, ветотдел группы Советских войск в Германии.
С 1945 года и до увольнения из армии (1954) — на научно-преподавательской работе в Военно-ветеринарной академии. В 1954—1964 гг. зав. кафедрой коневодства в Московской Ветеринарной академии.
Умер 1 сентября 1964 года. Похоронен на Малаховском кладбище г. Люберцы.
Доктор ветеринарных наук (1948), профессор.
Автор монографий, сборников, пособий и учебников. Книги: «Военно-ветеринарная служба», «Ветеринарная служба в иностранных армиях», «Военная лошадь» и др.

## Воинские звания
- Генерал-майор ветеринарной службы (21 апреля 1943 года);
- Генерал-лейтенант ветеринарной службы (11 июля 1945 года).

## Награды
Награждён 9 советскими орденами: Ленина, Красного Знамени (1944, 1945), Отечественной войны I, II степени, Красной Звезды (1938, 1942), Кутузова II степени, Богдана Хмельницкого 2-й степени, польским орденом «Крест Грюнвальда»; медалями «За оборону Сталинграда», «За победу над Германией в Великой Отечественной войне 1941—1945 гг.», «За взятие Берлина», «За освобождение Варшавы», польскими медалями «За Варшаву», «Ницце-Одер».